# The Hearts of Age
The Hearts of Age ist ein achtminütiger Kurzfilm aus dem Jahr 1934. Der damals 19-jährige Orson Welles drehte ihn zusammen mit seinem Schulfreund William Vance.

## Handlung
Zu Beginn ist eine ältere Frau zu sehen, die auf einer Glocke hin- und herschaukelt, während ein Perücke tragender Diener an einem Seil zieht. Ein anderer Herr erscheint oben auf einer Treppe und wirbt um ihre Aufmerksamkeit, jedoch reagiert sie nicht. Der Diener stranguliert sich mithilfe eines Seils. Der Herr, der die Treppe heruntergekommen war, sitzt nun in einem verdunkelten Raum und spielt Klavier.  Er öffnet den Deckel des Klaviers, in dem er schließlich die Leiche der alten Frau entdeckt. 

## Hintergrund
Einige Zeit später gab Welles in einem Interview zu, dass The Hearts of Age als eine humoristische Nachahmung der frühen surrealistischen Filme von Luis Buñuel und Jean Cocteau gedacht war.